# ΠR2
ΠR2 (alternatywnie Pi-eR-2, TTR2) – polskie instrumentalne trio jazz rockowe utworzone przez gitarzystę Marka Raduliego, basistę Wojtka Pilichowskiego i perkusistę Tomasza Łosowskiego.
W 2005 grupa wydała album Transporter, który zawiera 10 utworów, w tym bonus w postaci utworu nagranego „na żywo” („DB”, 12:52) oraz utwór z autotematycznym tekstem i śpiewem Wojtka Pilichowskiego („Riff Connection”, 3:37). Nad materiałem pracowało kilku realizatorów – Krzysztof Maszota, Tomasz Bidiuk i Wojtek Olszak. W utworze „DB” gościnnie zagrali Wojtek Olszak (instrumenty klawiszowe) i Adam Bałdych (skrzypce elektryczne). Wydawcą była firma Fonografika. Jak deklarował Pilichowski, Transporter był całkowicie niekomercyjnym projektem. Album zebrał wiele pozytywnych recenzji. W listopadzie 2008 roku grupa wydała drugą płytę – Time 52.
Po 2012 roku zespół zaprzestał działalności.

## Dyskografia
- Transporter (2005, Fonografika)[1]
- Time 52 (2008, REC Records/Friends Records)[2]
- Koncert w Muzycznej Owczarni (2011, DVD, New Abra)[3]